# Saint-Georges-sur-Fontaine
Saint-Georges-sur-Fontaine és un municipi francès situat al departament del Sena Marítim i a la regió de Normandia. L'any 2007 tenia 840 habitants.

## Demografia

### Població
El 2007 la població de fet de Saint-Georges-sur-Fontaine era de 840 persones. Hi havia 287 famílies de les quals 36 eren unipersonals (12 homes vivint sols i 24 dones vivint soles), 108 parelles sense fills, 139 parelles amb fills i 4 famílies monoparentals amb fills.
La població ha evolucionat segons el següent gràfic:
Habitants censats

### Habitatges
El 2007 hi havia 310 habitatges, 297 eren l'habitatge principal de la família, 5 eren segones residències i 8 estaven desocupats. 304 eren cases i 4 eren apartaments. Dels 297 habitatges principals, 269 estaven ocupats pels seus propietaris, 24 estaven llogats i ocupats pels llogaters i 4 estaven cedits a títol gratuït; 2 tenien una cambra, 8 en tenien dues, 20 en tenien tres, 49 en tenien quatre i 218 en tenien cinc o més. 270 habitatges disposaven pel capbaix d'una plaça de pàrquing. A 108 habitatges hi havia un automòbil i a 175 n'hi havia dos o més.

### Piràmide de població
La piràmide de població per edats i sexe el 2009 era:
| Homes | Edats   | Dones |
| ----- | ------- | ----- |
| 0     | 95 o +  | 0     |
| 0     | 90 a 94 | 0     |
| 0     | 85 a 89 | 0     |
| 0     | 80 a 84 | 4     |
| 4     | 75 a 79 | 12    |
| 8     | 70 a 74 | 4     |
| 16    | 65 a 69 | 16    |
| 28    | 60 a 64 | 24    |
| 8     | 55 a 59 | 24    |
| 28    | 50 a 54 | 28    |
| 32    | 45 a 49 | 28    |
| 60    | 40 a 44 | 44    |
| 40    | 35 a 39 | 32    |
| 12    | 30 a 34 | 32    |
| 16    | 25 a 29 | 12    |
| 4     | 20 a 24 | 24    |
| 20    | 15 a 19 | 24    |
| 20    | 10 a 14 | 36    |
| 20    | 5 a 9   | 40    |
| 24    | 0 a 4   | 24    |

## Economia
El 2007 la població en edat de treballar era de 557 persones, 440 eren actives i 117 eren inactives. De les 440 persones actives 416 estaven ocupades (214 homes i 202 dones) i 24 estaven aturades (16 homes i 8 dones). De les 117 persones inactives 38 estaven jubilades, 59 estaven estudiant i 20 estaven classificades com a «altres inactius».

### Ingressos
El 2009 a Saint-Georges-sur-Fontaine hi havia 309 unitats fiscals que integraven 864 persones, la mediana anual d'ingressos fiscals per persona era de 23.208 €.

### Activitats econòmiques
Dels 23 establiments que hi havia el 2007, 1 era d'una empresa alimentària, 2 d'empreses de fabricació d'altres productes industrials, 4 d'empreses de construcció, 3 d'empreses de comerç i reparació d'automòbils, 1 d'una empresa d'informació i comunicació, 1 d'una empresa financera, 2 d'empreses immobiliàries, 6 d'empreses de serveis i 3 d'empreses classificades com a «altres activitats de serveis».
Dels 5 establiments de servei als particulars que hi havia el 2009, 1 era un guixaire pintor, 1 fusteria, 1 electricista, 1 perruqueria i 1 agència immobiliària.
L'únic establiment comercial que hi havia el 2009 era una fleca.
L'any 2000 a Saint-Georges-sur-Fontaine hi havia 8 explotacions agrícoles que ocupaven un total de 475 hectàrees.

## Equipaments sanitaris i escolars
El 2009 hi havia una escola elemental.

## Poblacions més properes
El següent diagrama mostra les poblacions més properes.